# Tony Bellotto
Antonio Carlos Liberalli Bellotto (São Paulo, 30 de junho de 1960), mais conhecido como Tony Bellotto, é um músico e escritor brasileiro.
É guitarrista e compositor da banda de rock Titãs desde a sua criação, na década de 1980, sendo um dos três membros remanescentes da banda que já foi um noneto. Foi indicado quatro vezes como "Melhor instrumentista", uma delas pelo Prêmio Contigo! MPB FM em 2014 e as demais pelo Prêmio Multishow em 1998, 1999 e 2000, ano em que venceu o prêmio.
Estreou na literatura em 1995 com Bellini e a Esfinge, primeiro de uma bem-sucedida série de livros policiais.
De 1999 a 2016, foi apresentador do programa Afinando a Língua no canal Futura.
Entre 2008 e 2011, manteve uma coluna na revista Veja chamada "Cenas Urbanas". A partir de junho de 2013, começou a escrever no jornal O Globo.

## Música
Bellotto começou sua carreira tocando na cidade de Assis, onde morava com a família e passou sua infância.
Compôs vários clássicos dos Titãs, como "Polícia", "Isso", "Sonífera Ilha" (com Branco Mello, Marcelo Fromer, Carlos Barmack e Ciro Pessoa), "Flores" (com Charles Gavin, Paulo Miklos e Sérgio Britto), "O Pulso" (com Arnaldo Antunes e Marcelo Fromer), "Família" (com Arnaldo Antunes), "Televisão" (com Arnaldo Antunes e Marcelo Fromer), "Domingo" (com Sérgio Britto), "Pra Dizer Adeus" (com Nando Reis), "Lugar Nenhum" (com Arnaldo Antunes, Charles Gavin, Marcelo Fromer e Sérgio Britto), entre outros.

## Cinema

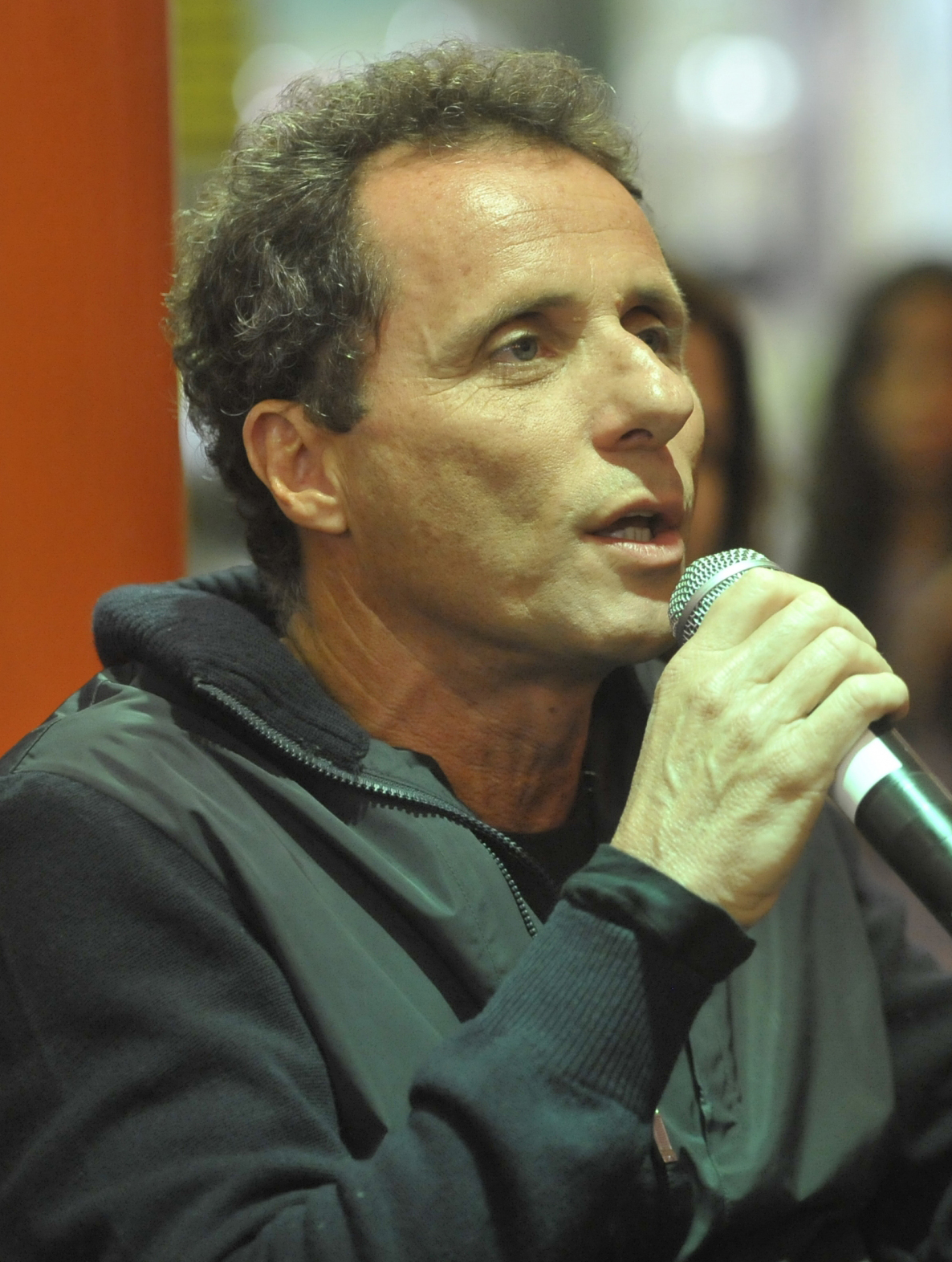
Tony em 2013, na Bienal do Livro do Rio de Janeiro

Em 1985, atuou no filme Areias Escaldantes, um musical brasileiro.

## Literatura
Já lançou quatro romances com o investigador Bellini: Bellini e a Esfinge (1995), Bellini e o Demônio (1997), Bellini e os Espíritos (2005) e Bellini e o Labirinto (2014). Também escreveu BR163: Duas Histórias na Estrada (2001), O Livro do Guitarrista (2001) , Os Insones (2007) No Buraco (2010), Lô (2018), Dom (2020), entre outros.
Em agosto de 2014, lançou o quarto livro de sua série Bellini, Bellini e o Labirinto.
Em 2015 lançou o livro infantil Família, em parceria com Arnaldo Antunes e ilustrações de Loro Verz. A obra, que reproduz a letra musical, faz parte da coleção Músicas para Ler, da Editora Salamandra.
Em março de 2020, lançou seu décimo romance, Dom, baseado na história real de Pedro Dom, jovem de classe média que liderava uma quadrilha de assaltos a residências no Rio de Janeiro e foi morto pela polícia pouco antes de completar 24 anos, em 2005.
Lançou seu 11º livro, o romance Vento de Setembro, em julho de 2024.

### Série do Remo Bellini[16]
- Bellini e a Esfinge (1995)[17]
- Bellini e o Demônio (1997)
- Bellini e os Espíritos (2005)
- Bellini e o Labirinto (2014)

### Outros[16]
- BR163: Duas Histórias na Estrada (2001)
- O Livro do Guitarrista (2001)
- Os Insones (2007)
- No Buraco (2010)
- Machu Picchu (2013)
- Família (2015)
- Lô (2018)
- Dom (2020)

## Adaptações cinematográficas
- Bellini e a Esfinge - 2001

- Bellini e o Demônio - 2008

Em 2001, o diretor Roberto Santucci Filho adaptou e filmou o livro de romance policial da autoria de Tony, Bellini e a Esfinge. O longa contou com a participação de Fábio Assunção como o detetive e Malu Mader, interpretando uma prostituta. Ganhou o prêmio do público de melhor filme de longa-metragem de ficção no Festival do Rio BR 2001.
Em 2006, o diretor Marcelo Galvão adaptou o segundo livro, Bellini e o Demônio, novamente com a participação de Fábio Assunção. No entanto, o filme só foi exibido em 2009 no Festival do Rio e estreou no circuito brasileiro de cinema em 2011.

## Vida pessoal
Tony é filho de Heloísa Liberalli Bellotto, conhecida doutora em arquivística e do historiador Manuel Bellotto.
Ao final da década de 1980, teve um relacionamento com a atriz Giulia Gam. Desde 1989, é casado com a atriz Malu Mader, com quem tem dois filhos: João Mäder Bellotto, nascido em 1995, e Antônio Mäder Bellotto, nascido em 1997. O músico também é pai de Nina, fruto de uma relação anterior.
Tony é torcedor do Santos e ateu. Tony é um apoiador da legalização de drogas. Foi preso por porte de heroína em novembro de 1985 com o então colega de banda Arnaldo Antunes. Durante uma operação na Avenida Paulista para inibir assaltos a taxistas, a polícia parou o táxi onde Tony viajava, na altura do Parque Trianon, e encontrou 30mg da droga com ele. Tony confessou que comprara a droga de Arnaldo, que recebeu a visita dos policiais ainda naquela noite e apresentou os 128mg que tinha aos agentes, na presença de Tony. Arnaldo foi autuado como traficante, e Tony apenas como portador. Ele pagou fiança (na época, Cr$ 400 mil) e respondeu em liberdade.